# 제4차 과학기술발전 5개년 계획
제4차 과학기술발전 5개년 계획은 김정은이 추진한 중기 과학기술발전 계획이다.

## 과학기술발전 중요과제 과정[1]

### 농업 부문
- 내한성 벼품종 육종과 옥수수와 감자, 콩을 비롯한 주작물의 우량품종 개발이다.
- 이에 따라 육종 부문은 다수확 품종의 강냉이와 벼, 콩, 보리, 고구마, 남새 종자를 얻어 내라.
- 감자는 30%, 고구마는 2배 더 생산 하라.
- B.T 생물 농약과 식물성 종자 활성제 명록-3호를 연구해 농작물과 산림의 살충효과를 제고 하라.
- 간척 토양벼 재배에서 근절이 어려운 벼뿌리 썩음 방지에 효능 높은 티오균 비료 종균을 완성하라.
- 콩뿌리 혹균 비료를 작물 재배에 도입해 생산성을 제고하라.
- 계속되는 가뭄과 강수량 감소에 대비해 벼를 비롯한 가뭄 견딜성 작물 품종을 따로 선택 배치하라.
- 이들 작물에 직접 비료와 영양액을 분무하는 방식의 물절약 농법을 개발해라.
- 생산을 유지하기 위한 가능한 방법을 강구하라.
- 온실 채소와 버섯 생산에서는 나름대로 운영 기술을 개발해라.
- 시범 생산 단위를 먼저 선정하여 재배 기술을 표준화, 계량화한 뒤 안전한 수확이 확정되라.
- 전국에 기술을 확산시키는 방법으로 생산성을 제고하라.
- 대표적으로 온실 채소는 평양 남새 과학 연구소, 버섯은 국가 과학원 버섯 연구소에서 담당하라.
- 온실채소는 세계적으로 상용화된 돌솜기질 대신 북한 실정에 맞는 광재솜을 개발해라.
- 또한 재배 공정 표준화를 작물별 생육 단계와 영양 상태에 맞게 적용하라.
- 수경 온실 오이와 토마토는 정보당 300t 생산을 목표하라.
- 재배법은 산도조절로 균형 있는 영양원소를 보장하라.
- 광세기에 따른 관수 조절과 영양제 선택을 하라.
- 컴퓨터에 의한 영양소 조기진단 및 조절, 잎따기, 열매솎음, 순치기 등을 하라.
- 육종 연구를 심화하여 20종의 작물을 50여 개 신품종을 얻어 내어라.
- 그리하여 전국의 온실 남새 농장에 보급하라.
- 인삼을 비롯한 세계적인 하우스 작물도 국내 환경에 맞게 개량하는 연구를 추진하라.
- 쌀겨가 귀한 조건에서 버섯 기질 배양에 요구되는 20% 쌀겨 대신 금강 약돌 첨가제를 사용하라.
- 미생물 공법으로 균실 배양이 빠른 버섯 성장 촉진제를 연구해라.
- 버섯 발생은 3 - 4일, 재배는 7 - 8일로 단축해 출하를 앞당겨라.
- 태양열 온실에서 발효 기질을 생산하는 등 열원이 없이 5kg의 우량종버섯을 생산하라.
- 저온 느타리 버섯, 흰곤봉 버섯, 영지 버섯, 팽이 버섯, 10종의 식용 및 약용 버섯을 생산하라.
- 평양 버섯 공장은 소독과 무균 보장, 종균 접종, 배양, 실시간 온습도 및 압력, 재배를 제어하라.
- 경영 정보를 결합한 통합 생산 체계를 도입 하라.
- 버섯 생산에서 원료의 재활용과 기술 집약화, 공업화를 실현하여라.
- 그래서 버섯 출하량을 연 수백t 출하를 목표하라.

### 전력 공업 부문
- 발전 설비의 효율 제고는 수차를 개조해 날개회전 저항을 줄여 수차속도를 제고하라
- 송전 - 배전 체계를 개선하며, 급전 현대화로 전력의 도중손실을 줄이라
- 수자 조속기 제어 장치와 수자 변압기 보호장치, CNC 부하 전력 관리 시스템, 전력 관리 S/W, 분산형 전력 공급 체계, 실시간 전력 소비 감시 체계, 전압 주파수 안정 장치, 다준위 고압 주파수 변환 등 정보 기술을 적용하라
- 전력 생산과 공급의 안정성을 지원하라

### 석탄 공업 부문
- 3차원 곡면 보간 기술, 뇌관 정변기 폭파법, 분리 장약 역기폭 발파법, 완경 사증 박층 채탄 기술, 휴대 용접기, 무연탄 채취기, 가스 농도 측정기, 갱내 무선 통신과 같은 선진 채굴 방법과 채탄 장비를 개발해라
- 철 정광의 품위를 제고하라
- 습식 원통 예비 선별과 진동채를 채굴 공정에 도입해라

### 금속 공업 부문
- 연속 주조 공정을 처음 컴퓨터를 도입하라
- 압연 공정의 현대화를 실현 시켜라
- 슬래브를 밀어내는 원호 연속 주조기와 빌렛을 뽑아 내는 수직 연속 주조기를 현대화하라.
- 만능 압연기의 발전기-모터 체계를 변환기-모터 체계 개조하라
- 완성 압연기 나사 압하 체계를 유압 압하 체계로 바꾸라

- 수직 산소열법 용광로는 소결과 해탄 공정이 없이 자연 상태의 미세한 정광과 무연탄을 직접 사용해 용선을 출선하는 공법으로 t당 석탄 소비가 적고 전력과 콕스 사용을 낮추어라
- 망간 합금철 생산 공정을 신축하라
- 후판 생산에 무연탄 가스를 사용하는 고온 공기 연소 기술을 도입해서 중유 사용을 완전히 낮추라

### 전자 공학 부문
- 전자 제품 생산에 필요한 초고주파 정류 소자, γ선 수감 소자, 온도 수감 소자, 규소 대출력 반도체 2극 소자 등 전자 부품을 개발하라

- 원자 현미경 등 각종 정밀 측정 장치, 고층 기상 무선 탐측기, 대형 정광판, 어로 종합 관측 기재 등을 개발 제조하라
- 개인과 기업간 집중 병렬 처리 방식의 고성능 병렬 컴퓨터를 개발해 연산 속도를 초당 4,000억회 더 높여라
- 4세대 이동 통신을 도입하여 연구하라
- 첨단 양자 암호 통신 기술 개발을 주력하여 연구하라

### 생물 공학 부문
- 유전자 전이 농작물과 10여 종의 병원성 미생물 검출 기술이 개발하라
- 조직 배양으로 수백만 대의 바이러스 없는 키 낮은 사과나무 접그루를 생산해라
- 첨단 조직 배양 기술로 우량종 식물의 대량 증식기술을 확립하라
- 유전자 전이 기술을 이용해 해충 면역성 장미를 육성하라

- 튤립과 복수선화 확대에 주력하라

- 특발성 괴저와 대퇴골두 무균성 괴사, 심근경색 등 괴사성 질병에 사용하는 간엽성 줄기세포 그리고 척수가 손상된 전신마비 환자의 신경을 재생하는 신경 줄기세포, 조혈 줄기세포와 같은 난치성 질병 치료 줄기세포의 분리 배양 및 이식이 연구하라
- 줄기세포 배양 시약 국산화 연구가 진전되게 하라

## 연구 성과 과정[2]

### 전자 공학 부문
- 2013년 6월 17일 - 김책제철련합기업소에서 구축한 대형 용광로 통합 생산 체계를 구축하는데 성공을 거둠
- 2013년 6월 27일 - 40테라플롭스 수준의 고성능 슈퍼 컴퓨터 체계를 개발하여 국가 과학원 은정 분원에 집중 구축 되었음
- 2013년 6월 28일 - 라남탄광기계연합기업소에서 개발한 중주파 유도로 통합 생산 체계를 구축하는데 성공함
- 2014년 5월 14일 - 국가 과학원 전자 공학 연구소에서 20nm ASIC 제작용 CrO2 위상 반전 마스크 제작 기술을 확보함[3]
- 2014년 12월 29일 - 조선중앙통신에서 보도한 바에 따르면 조선민주주의인민공화국은 현재 ASIC 제작 기술을 확보하였다고 조선중앙통신이 보도하여 현재 20nm ASIC 제작기술을 확보하였음[4]
- 2015년 5월 20일 - 주성 박사가 특허를 낸 HSPA 방식의 데이터 서비스 구성 기술을 확립하는데 성공함[5]
- 2015년 5월 22일 - 줄기세포 연구소에서 특허를 낸 투과형 전자현미경을 개발하는데 전격 성공함
- 2016년 1월 26일 - 안성걸 박사가 특허를 낸 HSPA 방식의 기지국 전송로 확장 기술을 확립함[6]
- 2016년 2월 26일 - 리성남 박사가 특허를 낸 HSPA 방식의 분산망 구성 기술을 확립함[7]
- 2016년 8월 18일 - 전현 박사가 특허를 낸 태블릿 PC의 유선 LAN 접속 기술을 확립함[8]
- 2017년 6월 20일 - 로동신문이 보도한 바에 따르면 국가 과학원 111호 마스크 제작소에서 개발한 저전력 LP형 HKMG 반도체 기술을 확립하는데 성공하여 파운드리 생산의 발판을 마련하는데 실증하여 삼성전자가 개발한 수준에 도달함[9]
- 2019년 10월 30일 - 내나라가 보도한 바에 따르면 국가 과학원 111호 마스크 제작소에서 개발한 중앙처리장치를 핵심으로하는 SoC를 개발하는데 성공을 하여 실증하는데 주력함[10]

### 생명 공학 부문
- 2015년 7월 - 장미란 박사가 개발한 우웡 항바이러스제를 개발하여 홍역 치료제 겸 신종플루 치료제를 개발하여 큰 파장을 일으킴[11]
- 2020년 7월 - 코로나 19 백신을 개발해 이달 초부터 임상시험을 시작했으며 백신은 코로나 19 바이러스가 숙주 세포에 침입에 사용하는 안지오텐신 전환 효소 2를 사용함[12]

### 화학 공업 부문
- 2013년 12월 2일 - 순천화학연합기업소에서 부생 가스의 열원에 의한 활성탄 생산 기술을 확립함
- 2014년 3월 24일 - 신남철 박사가 특허를 낸 나프타 – 메탄올 조합 휘발유 조성 및 제조 기술을 개발함
- 2014년 5월 28일 - 평안북도 무역 관리국에서 나프타를 이용한 복합 휘발유의 생산 기술을 제조하는데 성공함
- 2014년 7월 3일 - 황해제철련합기업소에서 개발한 가스 발생로용 알탄 제조 기술을 확립함
- 2015년 9월 29일 - 리일원 박사가 특허를 낸 석탄 피치를 이용한 무연탄질 활성탄 제조 기술을 확립함
- 2015년 12월 17일 - 렴춘일 박사가 특허를 낸 가스 발생로용 알탄 제조 기술을 개발함
- 2016년 5월 26일 - 봉화화학공장에서 개발한 저온 유동성 개선제를 이용 디젤유 생산 기술을 확립함

### 금속 공업 부문
- 2013년 1월 18일 - 부령 합금철 공장에서 갈탄에 의한 규소철 생산 기술을 확립함
- 2013년 7월 15일 - 청진 강재 공장에서 철심 유도로 제작 기술을 개발하여 처음으로 출선에 성공을 함[13]
- 2014년 4월 29일 - 청진 제강소에서 산화 배소 구단광 생산형 고리형 수직로 제작 기술을 자체 개발을 하는데 성공함[14]
- 2015년 9월 7일 - 부령 합금철 공장에서 규소 희토류 합금철 생산 기술을 자체 개발하는데 성공을 거둠
- 2016년 4월 19일 - 황해제철련합기업소에서 10m2 산소열법 용광로를 제작하여 품질 좋은 용선을 출선함[15]
- 2016년 7월 - 순천화학연합기업소에서 산소열법 용광로를 개발하여 품질 좋은 용선을 출선을 하는데 성공을 거둠[16]
- 2018년 1월 1일 - 김책제철련합기업소에서 황해제철련합기업소 다음으로 대형 산소열법 용광로를 출선하는 데 성공함[17]

### 시멘트 공업 부문
- 2014년 10월 30일 - 안주 지구 탄광 건설 사업소에서 니질 석회암과 갈탄에 의한 시멘트 생산 기술을 개발하는 데 성공
- 2015년 4월 9일 - 전기로에 의한 백색 포틀랜드 시멘트 생산 기술을 개발하는 데 성공함
- 2015년 5월 21일 - 김일성종합대학에서 비소성법에 의한 백색 시멘트 생산 기술을 자체 개발하는 데 성공함

### 우주 공학 부문
- 2016년 2월 7일 - 조선민주주의인민공화국에서 우주 위성을 발사하여 궤도에 안착을 하여 대성공을 거두게 됨

### 원자력 공학 부문
- 2013년 - 조선민주주의인민공화국에서 30MWe 경수형 원자로 개발에 성공하여 가동에 들어감
- 2013년 2월 12일 조선민주주의인민공화국에서 2013년 조선민주주의인민공화국 핵 실험을 벌여서 14kt의 핵분열탄 실험에 성공을 거둠
- 2016년 1월 6일 - 조선민주주의인민공화국에서 2016년 1월 조선민주주의인민공화국 핵 실험에 들어가서 10kt의 핵융합탄 실험에 성공을 함
- 2016년 9월 9일 - 조선민주주의인민공화국에서 2016년 9월 조선민주주의인민공화국 핵 실험에 들어가서 25kt의 핵융합탄 실험에 성공을 거둠
- 2017년 9월 3일 - 조선민주주의인민공화국에서 2017년 조선민주주의인민공화국 핵 실험에 들어가서 250kt의 열핵폭탄 실험에 성공을 거두었음

## 결론
북한의 4차 과학기술발전 5개년 계획은 2012년에 승계를 받은 김정은이 처음으로 추진한 과학기술발전 5개년 계획이자 그 능력을 인정받기 위한 시험대이다.
그러하지만 결국 자기의 능력을 발휘하여 성공을 거둠으로써 나쁘지 않은 수준의 결과를 만들어 냈다. 그리고 5.30 경제개혁조치와 더불어 장점으로 부각시키기 위하여 엄청난 노력을 하였다는 점에서 인정을 받을만 하다는 것이다. 